# 4530 Smoluchowski
4530 Smoluchowski (1984 EP) là một tiểu hành tinh vành đai chính được phát hiện ngày 1 tháng 3 năm 1984 bởi E. Bowell ở Đài thiên văn Lowell.